# 栗原茂
栗原 茂（くりはら しげる、1970年（昭和45年）4月7日 - ）は、日本の体操選手である。

## 経歴・人物
埼玉県出身。日本体育大学を卒業し、大和銀行体操クラブに所属する。1996年アトランタオリンピックに出場した。